# Willoughby Hamilton
James Willoughby Hamilton (Monasterevin, 9 dicembre 1864 – Dublino, 27 settembre 1943) è stato un tennista e calciatore irlandese.
Vinse il Torneo di Wimbledon nel 1890, sconfiggendo in finale William Renshaw; Hamilton non difese il titolo nell'edizione 1891.
Vanta inoltre una presenza ufficiale con la maglia della Nazionale di calcio dell'Irlanda del Nord.